# إيفرت براون
إيفرت براون (بالإنجليزية: Everett Brown)‏ هو ممثل أمريكي، ولد في 1902 في الولايات المتحدة، وتوفي في 14 أكتوبر 1953 بلوس أنجلوس في الولايات المتحدة.

## أعمال

### أفلام
- (1932) أنا طريد العدالة ومن سلسلة عصابات
- (1933) كينغ كونغ[2][3]
- (1935) البؤساء
- (1938) مدينة الصبيان
- (1939) ذهب مع الريح[4][5]

## وصلات خارجية
- إيفرت براون على موقع IMDb (الإنجليزية)
- إيفرت براون على موقع ألو سيني (الفرنسية)
- إيفرت براون على موقع أول موفي (الإنجليزية)
- إيفرت براون على موقع قاعدة بيانات الأفلام السويدية (السويدية)
- إيفرت براون على موقع قاعدة بيانات الفيلم (الإنجليزية)
- إيفرت براون على موقع كينوبويسك (الروسية)